# 유기 광물

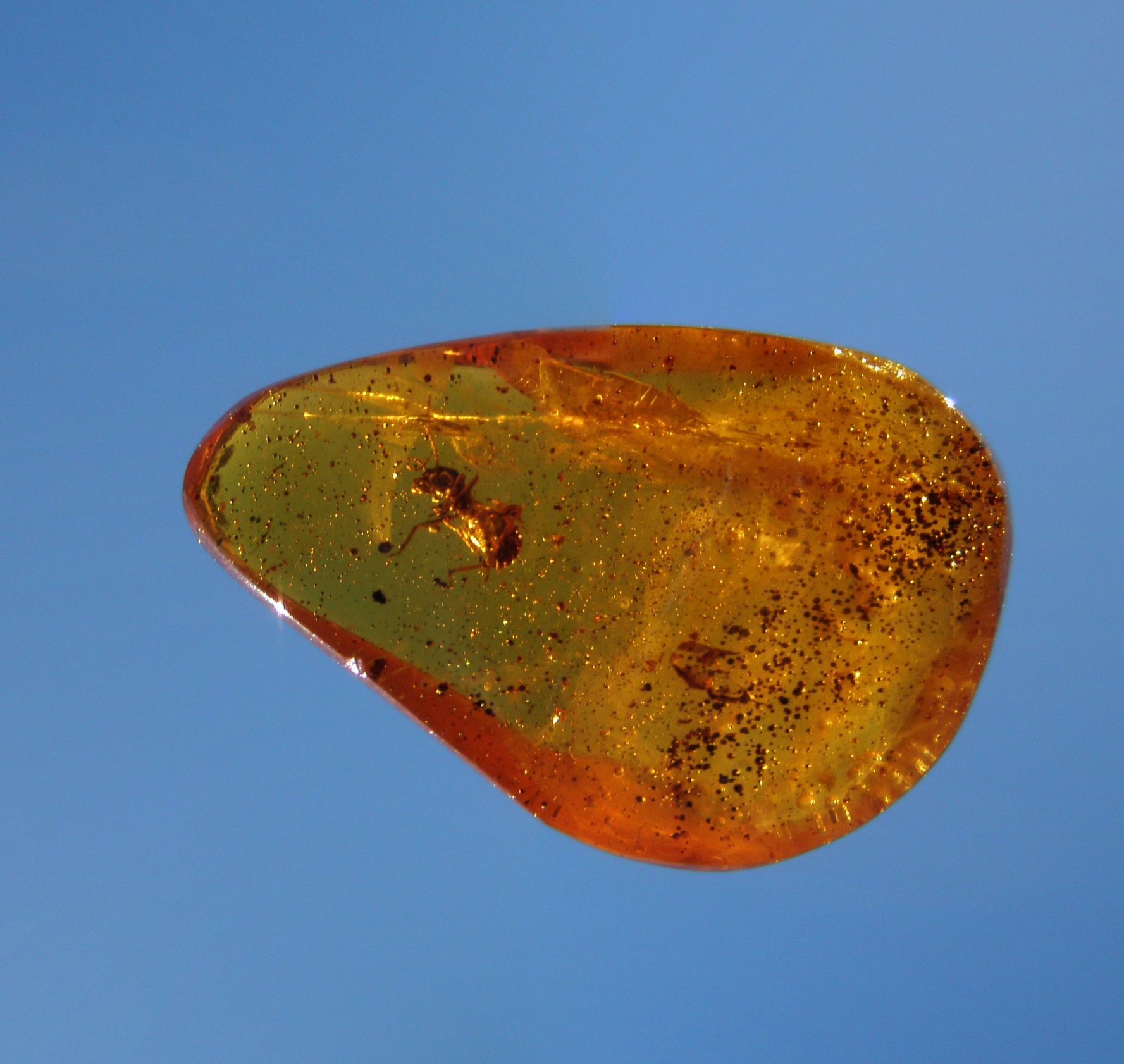

유기 광물(有機鑛物, 영어: organic mineral)은 유기 화합물인 광물이다. 결정질 탄화수소와 유기산염 등이 있다.
유기 화합물은 1828년 이전에 발견된 일부 단순한 화합물을 제외하고는 탄소를 포함하는 모든 화합물이다. 유기 광물에는 탄화수소(수소와 탄소만 포함), 유기산 염 및 잡다한 세 가지 종류가 있다. 유기 광물은 드물고 화석화된 선인장과 박쥐 구아노와 같은 특수 환경을 갖는 경향이 있다. 광물학자들은 통계 모델을 사용하여 알려진 유기 광물 종보다 발견되지 않은 유기 광물 종이 더 많다고 예측했다.

## 같이 보기
- 케로겐